# Туполєв Андрій Миколайович
Туполєв Андрій Миколайович (10 листопада 1888 — 23 грудня 1972) — радянський авіаконструктор, генерал-полковник інженер, доктор технічних наук, член АН СРСР. Член ЦВК СРСР. Депутат Верховної Ради СРСР 3—8-го скликань (в 1950—1972 роках).
Під керівництвом Туполєва створено понад 100 типів військових та цивільних літаків, 70 з яких випускались серійно. На його літаках було встановлено 78 світових рекордів, та виконано понад 30 перельотів, що увійшли в історію. Зокрема бомбардувальник Ту-2, реактивні пасажирські Ту-104, Ту-124 та надзвуковий Ту-144.
Жертва сталінського терору, в'язень ГУЛАГ СРСР.

## Біографія
Народився 29 жовтня (10 листопада) 1888 року в селі Пустомазове (нині не існує, знаходилося між селами Абросімово і Сімоново в Кімрському районі, Тверська область) у сім'ї провінційного нотаріуса. За походженням по матері з дворян. Мати — Ганна Василівна (1850-1928) (до шлюбу Лісіцина), народилася в Торжку в сім'ї судового слідчого, закінчила Маріїнську жіночу гімназію у Твері.
Батько Микола Іванович Туполєв (1842-1911) був родом із Сургута, вихідцем із сибірських козаків. Навчався на юриста у Санкт-Петербурзькому університеті, співчував революціонерам-народникам. Хоча й не брав участь у діяльності народницьких організацій, після вбивства Олександра II був висланий із Санкт-Петербурга. Батьки Туполєва купили на заощадження Ганни Василівни невелику садибу Пустомазово, де зайнялися сільським господарством.
В 1908 році вступив до Імператорського технічного училища (пізніше МВТУ), в 1918 році закінчив його з відзнакою. З 1909 член гуртка повітроплавання. Брав учать в будівництві планера, на якому самостійно здійснив перший політ (1910). В 1916-18 роках Туполєв брав участь в роботах першого в Росії авіаційного розрахункового бюро; конструював перші аеродинамічні труби в училищі. Разом з Жуковським був організатором та одним з керівників ЦАГІ. В 1918—1936 роках  — член колегії та заступник начальника цього інституту з дослідницького цілометалевого літакобудування.
У результаті співпраці із комуністичним режимом заарештований та запроторений ними до концтаборів ГУЛАГ. У концтаборі займався проєктуванням літаків  — «за баланду».
Тричі Герой Соціалістичної Праці (1945, 1957, 1972). Під його керівництвом створено понад 100 типів військових і цивільних літаків, переважно марки «Ту». 1973 року у Києві на його честь названо вулицю.
Під керівництвом Туполєва спроєктовано понад сто типів літаків, 70 з яких будувались серійно. На його літаках встановлено 78 світових рекордів, виконано близько 30 видатних перельотів.
Туполєв виховав плеяду видатних конструкторів та вчених. В їх числі Петляков, Сухой, Мясіщев, Путілов, Чижевський, Архангельський, Міль, Голубков, Незваль, О. Туполєв.

## Арешт та ув'язнення
21 жовтня 1937 року А. М. Туполєв був заарештований і звинувачений у шкідництві. Також, його звинувачували у приналежності до контрреволюційної організації. Разом з ним було заарештовано багато провідних спеціалістів ЦАГІ та КБ. Заарештували й директорів більшості авіазаводів. 28 травня 1940 року ВКВС СРСР виніс вирок — 15 років позбавлення волі та 5 років позбавлення прав, конфіскація особистого майна.
Його звинуватили у керівництві антирадянської шкідницької організації, що проводила диверсійну шкідницьку роботу. Окрім того, згідно з вироком, А. М. Туполєв з 1924 року був агентом французької розвідки та передавав за кордон свідчення, що були державною таємницею. Вирок винесла колегія у складі В. В. Ульріха (голова колегії), І. О. Матулєвіча, А. М. Орлова, секретар Батнер О. О.
За показами Головного маршала авіації О. Є. Голованова, в розмові з ним Й. В. Сталін сказав, що не вірить у винуватість Туполєва. Факти, що компрометували та були переглянуті слідством, не мали жодного стосунку до вироку (справа велась співробітником 2-го слідчого відділу НКВС Габітовим).
Знаходячись в ув'язненні, Туполєв працював в закритому КБ НКВС — ЦКБ 29 («Туполєвська шарага»). В липні 1941 року був звільнений від подальшого ув'язнення зі зняттям судимості. Туполєва було повністю реабілітовано 9 квітня 1955 року.

## Останні роки та смерть
Помер 23 грудня 1972 року. Похований в Москві на Новодівичому цвинтарі (ділянка № 8).

## Сім'я
- Дружина — Туполєва (до шлюбу Желтякова) Юлія Миколаївна (1894—1962).
- Син — Туполєв, Олексій Андрійович (1925—2001) — відомий радянський авіаконструктор.
- Донька — Туполєва, Юлія Андріївна (1920—2011) — заслужена лікарка РФ, завідувачка терапевтичного відділення МДКБ імені Боткіна, особиста лікарка Андрія Миколайовича Туполєва (батька).
- Зять — Вуль, Володимир Михайлович (1920—2012) — ведучий конструктор КБ Туполєв, заступник генерального конструктора.

## Громадсько-політична діяльність
Андрій Миколайович Туполєв ніколи не був членом КПРС. Неодноразово обирався депутатом Рад різних рівнів.